# 1660 az irodalomban
Az 1660. év az irodalomban.

## Események
- Angliában újra megnyitják a színházakat (a Stuart-ház restaurációja).

## Új művek
- 1660-ban jelent meg a Klencke Atlasz, a világ egyik legnagyobb atlasza.[1]
- Nicolas Boileau francia író 1660-tól (1668-ig) írja és adja közre szatíráit.[2]
- Párizsban bemutatják Molière Sganarelle ou le Cocu imaginaire (Sganarelle vagy a képzelt szarvak) című vígjátékát.

## Születések
- 1660 körül – Daniel Defoe angol író, újságíró († 1731)

## Halálozások
- október 6. – Paul Scarron francia költő, drámaíró, (* 1610)